# Peter Buck
Peter Ernest Lawrence Buck (Berkeley, California, 6 de diciembre de 1956), conocido como Peter Buck, es un músico estadounidense, el cofundador y guitarrista principal de la banda R.E.M., una de las agrupaciones pioneras del denominado rock alternativo.
A lo largo de su carrera con R.E.M., fundada en 1980, Buck también ha sido miembro oficial de otros proyectos paralelos como Hindu Love Gods, The Minus 5, Tuatara, The Baseball Project, Robyn Hitchcock and the Venus 3 y Tired Pony; cada una de ellas ha lanzado al menos un álbum. Además, Buck tiene una notable carrera como productor discográfico (en lanzamientos de Uncle Tupelo, Dreams So Real, The Fleshtones, Charlie Pickett y The Feelies) y como músico de sesión (para The Replacements, Billy Bragg e Eels).

## Primeros años
Nació en Berkeley, California y después de vivir un tiempo en Los Ángeles y San Francisco, su familia se trasladó a Atlanta, Georgia. Tras graduarse con honores en la Crestwood High School en 1975, asistió a la Universidad Emory, donde formó parte de la fraternidad Delta Tau Delta; aunque más tarde abandonó la universidad. A continuación se mudó a Athens, Georgia, donde asistió a la Universidad de Georgia y también trabajó en una tienda de discos, Wuxtry Records, lugar en el que conocería a su futuro compañero de banda, Michael Stipe, y también al futuro representante de R.E.M., Bertis Downs.

## Como músico

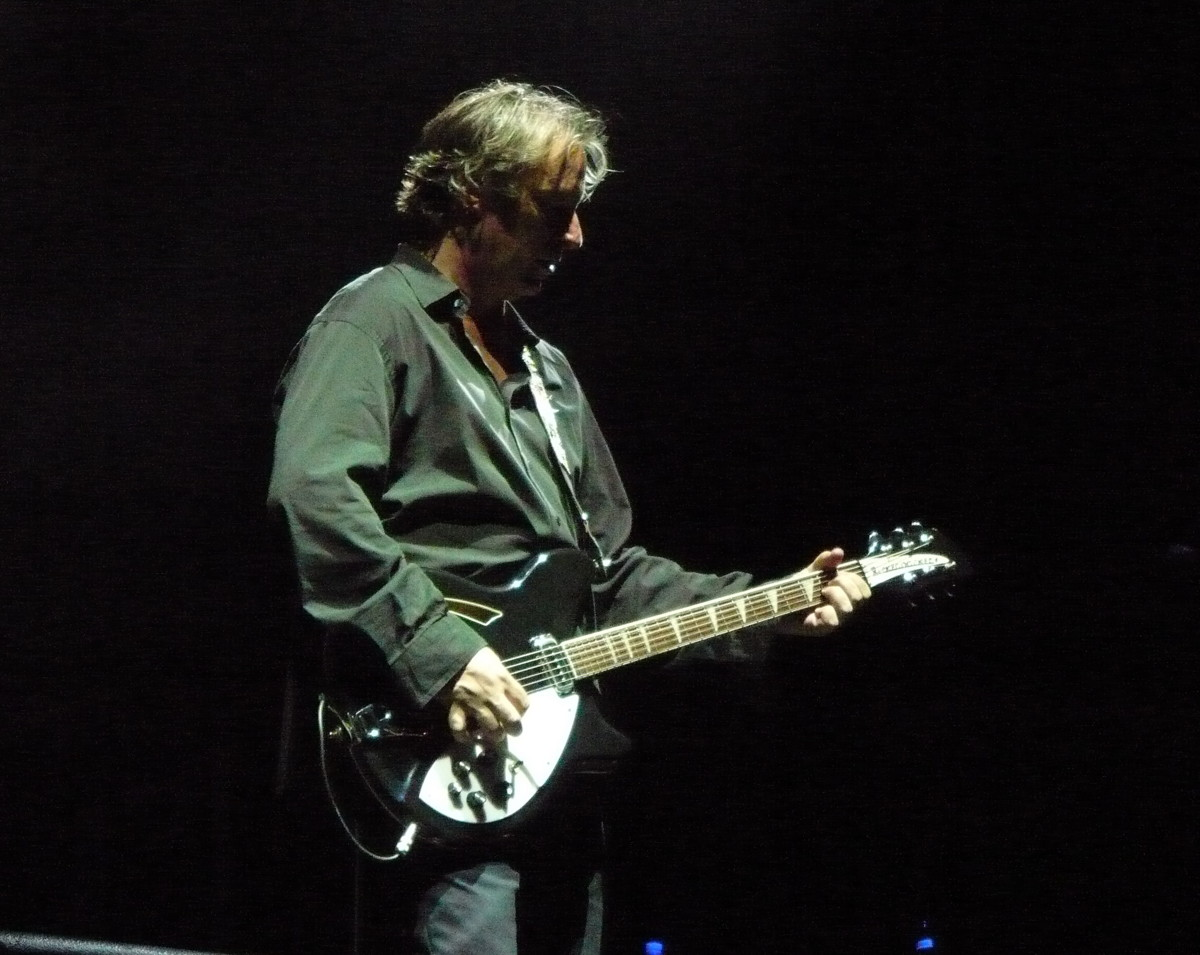
Buck en Nápoles (2008)

Su estilo de guitarra es simple y distintivo al mismo tiempo. Utiliza ampliamente las cuerdas abiertas para crear pegadizas melodías pop. Su sonido, especialmente en la mitad de la carrera de R.E.M., cuando la banda tuvo su pico de popularidad, ha sido asociado con las guitarras Rickenbacker, particularmente una Jetglo negra modelo 360. Sin embargo, ha utilizado una amplia variedad de instrumentos a medida que el grupo continuaba experimentando. En lanzamientos más recientes, antes de Accelerate (2008), su guitarra era menos notable, debido en parte al incremento del uso por parte de la banda de sintetizadores, cuerdas y otros atmosféricos.

«Cuando Peter toca la guitarra, hay una fuerte sensación de 'vete al diablo' que proviene de su lado del escenario. Y sientes que quiere estar en una banda porque le gusta lo que hacen... pero eso es todo. (...) Y me gusta un poco esa energía, eso les da su agresividad».
Bono de U2, 2003.

Peter, Mike Mills, Bill Berry y Warren Zevon grabaron un álbum como Hindu Love Gods, mientras que los integrantes de R.E.M. y Zevon se encontraban grabando canciones para el álbum de Zevon, Sentimental Hygiene de 1987. 
Ha producido varias bandas, incluyendo Uncle Tupelo, Dreams So Real, The Fleshtones, Charlie Pickett y The Feelies. También ha contribuido en álbumes de otros músicos como Concrete Blonde en donde graba la mandolina en la canción "Darkening Of The Light" del álbum "Bloodletting" de 1990, The Replacements, Billy Bragg, The Decemberists, Robyn Hitchcock y varios álbumes de Eels. Coescribió, produjo y grabó en el álbum West (1997) de Mark Eitzel. Junto a Scott McCaughey, músico en vivo de R.E.M., forma parte de las bandas The Minus 5 y Tuatara. Además, en 2005, se unió al baterista de estudio de R.E.M., Bill Rieflin, el guitarrista Robert Fripp y otros tres músicos, para formar una banda de imporvisación llamada Slow Music. En R.E.M., su voz puede ser oída en "I Walked With a Zombie" del álbum tributo a Roky Erickson, Where the Pyramid Meets the Eye. En 2006, salió de gira junto a Robyn Hitchcock, McCaughey y Rieflin, como principal guitarrista de Robyn Hitchcock and the Venus 3. En 2008, después de que McCaughey y Steve Wynn decidiesen trabajar juntos, el dúo llamó a Buck como bajista de su nueva banda, The Baseball Project, junto a la baterista Linda Pitmon.
Ha escrito notas en los booklet de varios recopilatorios, reediciones y ediciones especiales de álbumes tanto de R.E.M. (Eponymous, In Time, Dead Letter Office y la nueva edición de New Adventures in Hi-Fi) como de otros artistas (Love You de The Beach Boys).
En septiembre de 2008, inmediatamente después del concierto de R.E.M. en Helsinki, Finlandia, su guitarra Rickenbacker, usada en vivo y en el estudio desde Chronic Town en 1982, fue robada del escenario, aunque fue regresada nueve días después por una fuente anónima.
En marzo de 2012, seis meses después de la disolución de R.E.M. en septiembre de 2011, anunció sus intenciones de trabajar en un álbum solista, ayudado por el cantante y compositor Joseph Arthur. El álbum, titulado Peter Buck, fue lanzado en octubre de 2012.

## Vida personal
Actualmente, divide su tiempo entre Portland y Seattle, a diferencia de Mike Mills y Michael Stipe, quienes todavía viven en Athens. Tiene dos hijas mellizas con su exesposa Stephanie Dorgan: Zelda y Zoe, nacidas en 1994. Se divorció dos veces.
Es conocido por su conocimiento enciclopédico de música y por su extensa colección personal de discos. En marzo de 1999, en una entrevista en un show televisivo de Noruega, estimó que su colección es de alrededor de 25.000 ejemplares. A finales de los años '90, estimaba que tenía 10.000 vinilos, 6.000 LP y 4.000 CD.

### Incidente aéreo
El 21 de abril de 2001, se encontraba a bordo de un vuelo transatlántico desde Seattle a Londres para tocar en un concierto en Trafalgar Square. Los testigos declararon que exhibió varias conductas extrañas durante el vuelo, como meter un CD dentro de una máquina de bebidas pensando que era un reproductor de CD, romper la tarjeta amarilla de advertencia que le dieron los auxiliares de vuelo, afirmar "Yo soy R.E.M.", e involucrarse en una lucha por un envase de yogur con dos auxiliares de vuelo, lo que finalizó con el envase explotando. Sus acciones desembocaron en dos cargos por asalto a los auxiliares, un cargo por estar borracho dentro de un avión y un cargo por dañar los cubiertos y vajilla de British Airways.
En el subsiguiente juicio en Londres, su defensa alegó que la moderada cantidad de vino que había bebido había repercutido adversamente con la marca de píldoras para dormir que estaba tomando, volviéndolo incapaz de controlar sus acciones. Por otro lado, la acusación argumentó que simplemente estaba intoxicado por consumir, supuestamente, quince copas de vino. Después del juicio, el cual tuvo los testimonios de Bono y Michael Stipe, el caso fue resuelto como automatismo cuerdo.